# Омельченко Андрій Володимирович
Андрі́й Володи́мирович Оме́льченко — український науковець у галузі права, доктор юридичних наук, професор, завідувач кафедри цивільного та трудового права КНЕУ.

## Життєпис
Закінчив Державний педагогічний університет ім. М. П. Драгоманова — спеціальність «Історія і право» та Київський національний економічний університет імені Вадима Гетьмана — спеціальність «Міжнародна економіка».

## Науковий доробок
Є автором понад 100 наукових, науково-публіцистичних праць, навчальних та на навчально-методичних посібників.

## Наукові напрямки
До сфери наукових інтересів належить регулювання інвестиційної діяльності, цивільне та міжнародне приватне право. Викладає цивільне право.